# طريق المحيط الأطلسي

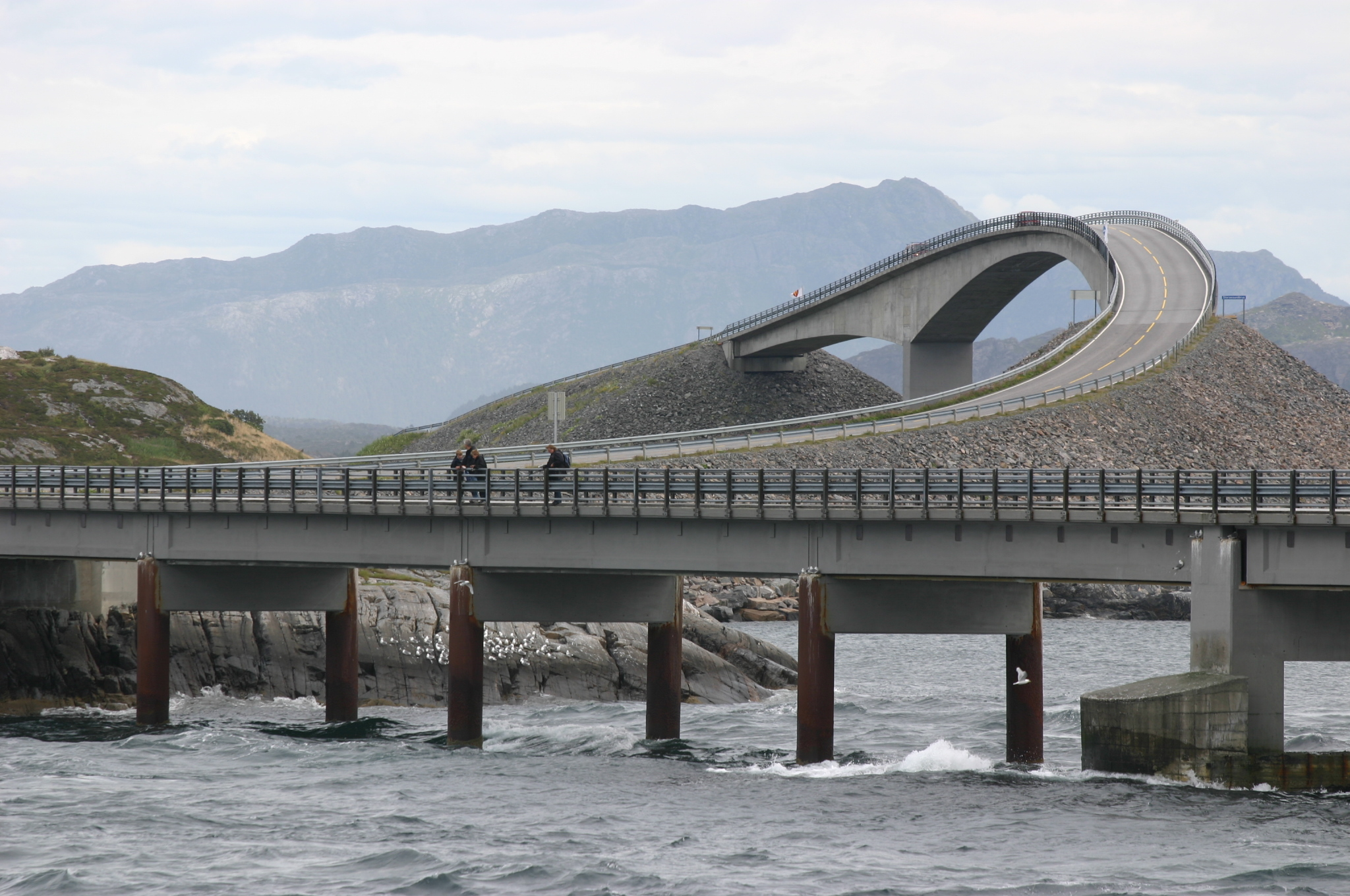
جسور هولفاجين مع جسر ستورسيسانديت يظهر في الخلف

طريق المحيط الأطلسي أو الطريق الأطلسي (بالنرويجية:  Atlanterhavsveien‏) هو طريق بطول 8.3 كيلومتر (5.2 ميل) وهو جزء من طريق المقاطعة الأرجنتينية 64 و هو الطريق الذي يمر عبر الأرخبيل في آيدي وأفيروي في مور أو روميسدال، النرويج.
يمر المعبر الثابت عبر هوستافيكا، الجزء الغير محمي من بحر النرويج، الذي يربط بين جزيرة أفيوري مع اليابسة و وشبه جزيرة رومسدال. يمر الطريق بين قريتي كارفاج في أفيروي وفيفانج في آيدي. تم بناء الطريق على العديد من الجزر الصغيرة والجزر الصخرية والمرتبطة بالعديد من الممرات البحرية والقناطر وثمانية جسور ابرزها جسر ستورسيسانديت الحالي.

## تقاطعات

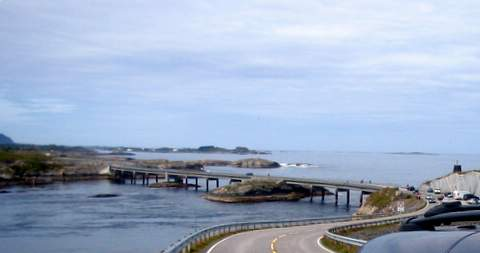
جسور هولفاجين الثلاثة

فيما يلي قائمة من تقاطعات الطرق الرئيسية والجسور على طول طريق المحيط الأطلسي. للجسور، وهو يسرد اسم الجسر، طول العام والتخليص أدناه. لتقاطعات، وهو يسرد المسافة من نقطة انطلاق لمسار واسم الطريق انه يتقاطع مع.
| البلدية | كيلومتر      | الطول        | التخليص            | الوصف             |
| ------- | ------------ | ------------ | ------------------ | ----------------- |
| أفيروي  | 0.000        | —            | —                  | طريق مقاطعة 247   |
| أفيروي  | —            | 115 m/377 ft | 7 m/23 ft          | جسر ليتل لوفويسند |
| أفيروي  | —            | 52 m/171 ft  | 3 m/10 ft          | جسر لوفويسند      |
| أفيروي  | —            | 52 m/171 ft  | 6 m/20 ft          | جسر جيتويسند      |
| أفيروي  | —            | 260 m/850 ft | 23 m/75 ft         | جسر ستورسيسانديت  |
| آيدي    | —            |              | 23 m/75 ft         | جسر ستورسيسانديت  |
| —       | 293 m/961 ft | 4 m/13 ft    | جسور هولفاجن       |                   |
| —       | 119 m/390 ft | 10 m/33 ft   | جسر فيفانجيسترومين |                   |
| 8.274   | —            | —            | طريق مقاطعة 663    |                   |